# أستطاقية المشاعر
أستطاقية المشاعر (بالإنجليزية: Aesthetic emotions)‏ هي المشاعر التي يتم الشعور بها أثناء النشاط الجمالي أو التقدير. قد تكون هذه المشاعر من التنوع اليومي (مثل الخوف أو الاستغراب أو التعاطف) أو قد تكون خاصة بالسياقات الجمالية. ومن الأمثلة على هذا الأخير السامي، والجميل، والكيتش. في كل من هذه النواحي، لا تشكل العاطفة عادة سوى جزء من التجربة الجمالية الشاملة، ولكنها قد تلعب وظيفة محددة إلى حد ما لتلك الحالة.